# Jacob Isaaczoon van Swanenburg
Jacob Isaaczoon van Swanenburg (Leida, 21 aprile 1571 – Utrecht, 16 ottobre 1638) è stato un pittore olandese.
È noto al grande pubblico per essere stato il primo maestro di Rembrandt. Soggiornò a lungo in Italia.

## Biografia
Figlio del pittore Isaac Claesz. van Swanenburg, ebbe due fratelli minori di nome Claes (1572-1652) e Willem (1580-1612), anche loro artisti. La famiglia van Swanenburg era in gran parte di fede arminiana, ma dopo il 1618-1619 si convertì al remonstrantesimo.
Sappiamo che Van Swanenburg si trasferì in Italia, sebbene le informazioni sul suo soggiorno siano scarse. L'artista era a Venezia intorno al 1591 e soggiornò anche a Roma, come dimostra il suo dipinto Veduta di Piazza San Pietro a Roma. Si stabilì a Napoli intorno al 1598, e l'anno successivo sposò Margaretha De Cardone, figlia di un droghiere locale. Nel 1608 l'inquisizione napoletana lo punì per aver esposto nella sua bottega dipinti raffiguranti scene di stregoneria. L'accusa riguardava una grande tela raffigurante un certo numero di streghe e diavoli impegnati in atti perversi. Durante il processo van Swanenburg spiegò di aver tirato fuori solo un quadro che aveva iniziato tre anni prima per la pulitura e la verniciatura, riuscendo a convincere l'inquisitore del suo buon carattere e andandosene con un severo rimprovero. Se l'inquisitore avesse saputo che van Swanenburg fosse acattolico, la punizione sarebbe stata probabilmente più severa.
Van Swanenburg tornò nella sua nativa Leida nel 1615, probabilmente per la morte di suo padre, indi tornò a Napoli nel 1617 per trasferire definitivamente la sua famiglia in Olanda. Nel 1620 venne menzionato come maestro del giovane Rembrandt. Sebbene i soggetti di van Swanenburg (principalmente paesaggi urbani e scene infernali) non avessero lasciato un segno evidente nel lavoro di Rembrandt, l'uso del chiaroscuro di quest'ultimo e il suo interesse per l'illuminazione artificiale potrebbero avere le loro radici nelle scene infuocate dell'inferno di van Swanenburg. Rembrandt potrebbe anche aver continuato nel suo lavoro una tecnica di produzione di dipinti che inizia con la disposizione della composizione sul supporto in più fasi, costruendo l'immagine dallo sfondo al primo piano e applicando vetri o strati di finitura.
Van Swanenburg morì nel 1638 durante un viaggio a Utrecht. Fu sepolto a Leida accanto a suo padre.

## Opere

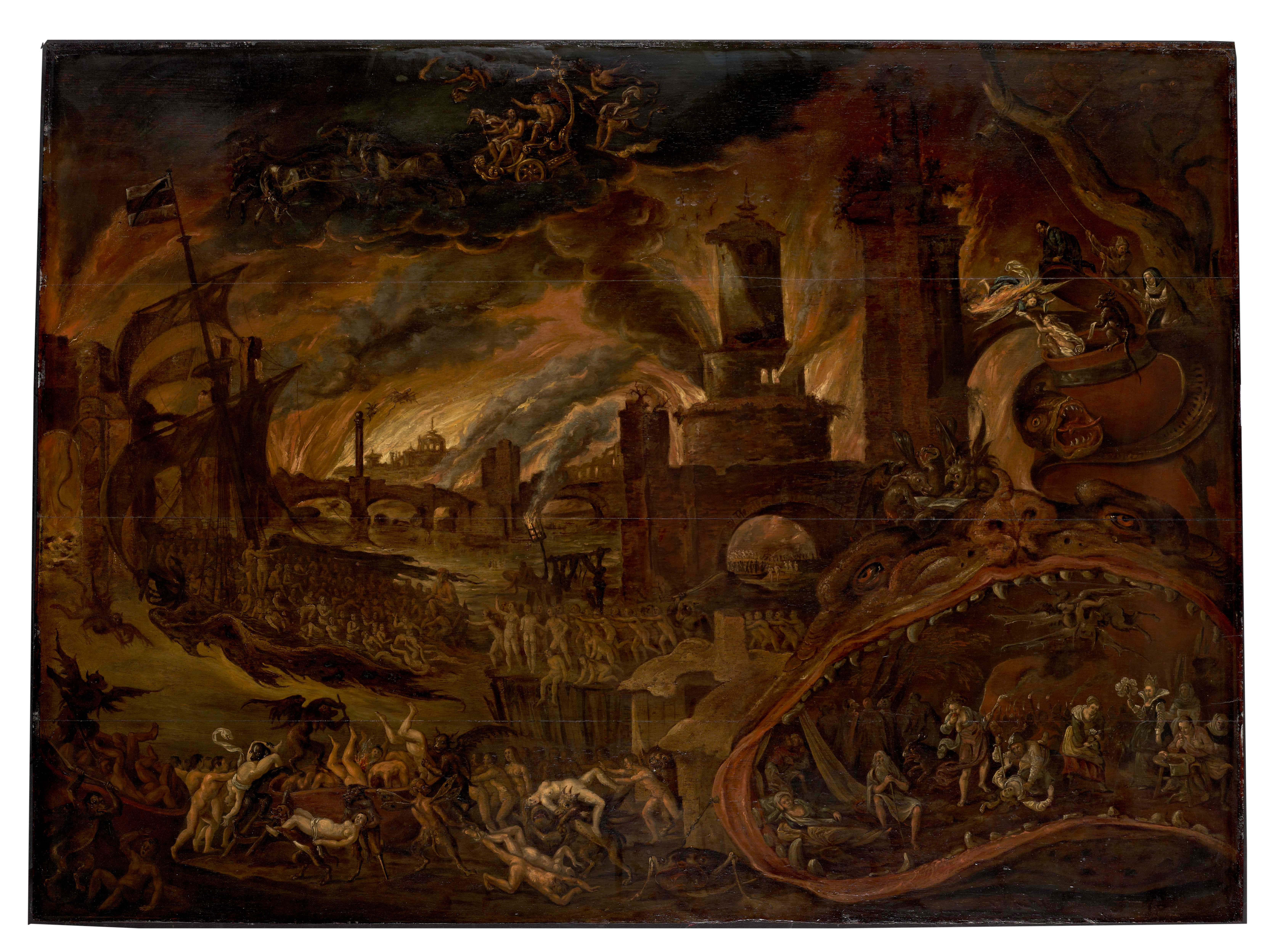
La Sibilla che mostra ad Enea gli Inferi e la barca di Caronte

A van Swanenburg vengono attribuite una decina di opere raffiguranti vedute di città e scene dell'inferno. Per quanto si dica che avesse realizzato ritratti, nessuno di essi ci è giunto.
Le scene dell'inferno trattano argomenti diversi: una espone tutte le torture dell'inferno, due trattano della storia di Plutone e Proserpina tratta dalle Metamorfosi di Ovidio e due includono una rappresentazione dei sette peccati capitali. Quattro immagini mostrano l'ingresso all'inferno e due di queste includono la storia di Enea con la Sibilla Cumana tratta dall'Eneide. I riferimenti a Ovidio e Virgilio derivano chiaramente dall'opera del pittore fiammingo Jan Brueghel il Vecchio, pioniere della scena infernale.
Un esempio di scena infernale è La Sibilla che mostra ad Enea gli Inferi e la barca di Caronte (1620 circa), la quale mostra il dio degli inferi, Plutone, che guida un carro attraverso il cielo. Sulla sinistra la barca di Caronte trasporta le anime dei morti negli inferi. In una bocca enorme i sette peccati capitali sono rappresentati attraverso vari personaggi: una donna sdraiata è la personificazione della pigrizia, una coppia amorosa della lussuria, una donna che tira fuori la lingua è la calunnia, una donna con un marsupio rappresenta l'avarizia, una donna travestita con uno specchio raffigura la vanità e un uomo che mangia rappresenta l'intemperanza. La scena è ulteriormente completata da folle di persone nude e mostri impegnati in atti perversi, navi fantastiche e uno sfondo inquietante con antiche rovine, fiamme e nuvole di fumo.
Le vedute delle città di Van Swanenburg includono la scena biblica dell'Assedio di Betulia (Napoli 1615), la quale raffigura il corpo senza vita del generale babilonese Oloferne, e la scena topografica intitolata Piazza San Pietro a Roma con un corteo papale (1628, Statens Museum for Kunst).